# Anar Məmmədli

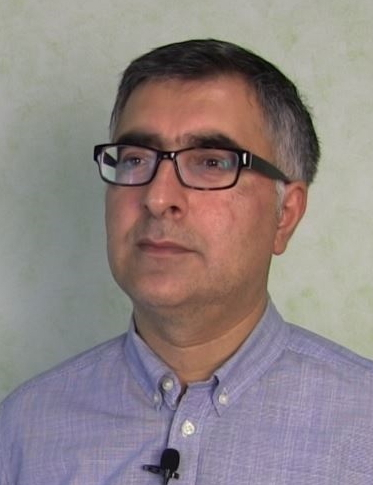
Anar Məmmədli (2020)

Anar Asaf oğlu Məmmədli (etwa Mämmädli gesprochen, vgl. auch ə) geb. 1978 in Yevlax, ist ein aserbaidschanischer Menschenrechtsaktivist. Er ist aktiv in der Wahlbeobachtung und -überwachung tätig und hat wiederholt die Durchführung der Wahlen durch die aserbaidschanischen Behörden kritisiert. Am 16. Dezember 2013 wurde Məmmədli festgenommen und inhaftiert, nachdem er die Präsidentschaftswahlen im Oktober 2013 offen kritisiert hatte. Trotz internationaler Proteste wurde Məmmədli im Mai 2014 zu mehr als fünf Jahren Haft verurteilt. Am 29. September 2014 wurde Məmmədli noch während seiner Haft mit dem Václav-Havel-Menschenrechtspreis der Parlamentarischen Versammlung des Europarats ausgezeichnet.

## Biographie
Anar Məmmədli wurde 1978 in Yevlax, damals noch in der Aserbaidschanischen SSR gelegen, geboren. Er schloss ein Studium an der Aserbaidschanischen Universität für Sprachwissenschaften in Baku ab.
Məmmədli gründete 1997 zusammen mit Bəşir Süleymanlı und anderen die Jugendorganisation Säkularer Fortschritt. Im Jahr 2001 beteiligte sich Anar Məmmədli an der Einrichtung eines Wahlbeobachtungszentrums. Fünf Monate vor den aserbaidschanischen Präsidentschaftswahlen 2008 wurde die Registrierung dieser Organisation vom Bezirksgericht Khatai aufgrund eines Formfehlers in den offiziellen Unterlagen aufgehoben. Daraufhin gründeten Anar Məmmədli und Bəşir Süleymanlı im Dezember 2008 das Zentrum für Wahlbeobachtung und Demokratiestudien (EMDS).
Məmmədlis Organisation ist Mitglied des Europäischen Netzwerks der Wahlbeobachtungsorganisationen (ENEMO), der Europäischen Plattform für demokratische Wahlen (EPDE), des Netzwerks der Parlamentsbeobachtungsorganisationen und des Forums der Zivilgesellschaft des Programms für Östliche Partnerschaft der Europäischen Union, und Mammadli nahm an zahlreichen internationalen Wahlbeobachtungen teil.
Neben seiner Tätigkeit als Aktivist arbeitete Məmmədli als Journalist und hatte von 1998 bis 2002 verschiedene Positionen als Zeitungsreporter, Kommentator, Redakteur und Assistent des Chefredakteurs bei "Merkez", Hurriyet und "Bugün" inne.
Nach lautstarker Kritik an den Präsidentschaftswahlen 2013, die nach offiziellen Angaben der Amtsinhaber İlham Əliyev mit 84,7 % der Stimmen gewann, geriet die EMDS zunehmend unter Druck. In ihrem Bericht über die Wahlen hatte sie auf eine Reihe von Unregelmäßigkeiten hingewiesen und erklärt, dass die Bedingungen für eine freie und demokratische Wahl nicht erfüllt worden waren.
Kurz nach Veröffentlichung des Berichts leitete die Generalstaatsanwaltschaft ein Strafverfahren gegen Məmmədli ein und er wurde am 16. Dezember 2013 verhaftet. Am 26. Mai 2014 wurde er durch ein Gerichts wegen illegalen Unternehmertums, der Steuerhinterziehung und der Beeinflussung von Wahlergebnissen in Baku zu fünf Jahren und sechs Monaten Gefängnis verurteilt. Der Prozess und das Urteil wurden von vielen internationalen Organisationen und Menschenrechtsgruppen kritisiert. Amnesty International erkannte Anar Məmmədli als politischen Gefangenen an und eine Reihe von Ländern forderten ausdrücklich seine Freilassung.
Am 17. März 2016 Anar Məmmədli wurde nach fast zweieinhalb Jahren im Gefängnis mit anderen hochkarätigen politischen Gefangenen vom aserbaidschanischen Präsidenten begnadigt.
Anar Məmmədli setzte sich im Weiteren für politisch Verfolgte ein. 2022 beklagte er zum Jahrestag der Festnahme der belarussischen Oppositionellen Ales Bjaljazki, Vladimir Labkovich und Valiantsin Stefanovich deren anhaltende rechtswidrige Inhaftierung.

## Auszeichnungen
- 2014 Václav-Havel-Menschenrechtspreis der Parlamentarischen Versammlung des Europarats (PACE)[2][7]
- 2014 Andrei Sacharow-Freiheitspreis des Norwegischen Helsinki-Komitees[8]